# Võpolsova
Koordinaten: 58° 0′ N, 27° 36′ O
Võpolsova (auch Võporsova) ist ein Dorf (estnisch küla) in der estnischen Landgemeinde Setomaa im Kreis Võru (bis 2017 Värska im Kreis Põlva).
In Võpolsova mündet der Bach Karisilla in die Bucht von Värska (Peipussee). Das Gebiet ist eine beliebte Ferienregion. Die typisch setukesischen Anwesen des Ortes bestehen aus verschiedenen Gebäuden, die sich um einen zentralen Innenhof gruppieren.
Võpolsova ist Heimatort der setukesischen Volksdichterin, Erzählerin und Sängerin Anne Vabarna (1877–1964). Sie war Analphabetin, beherrschte aber auswendig über 100.000 Liedstrophen. Auf ihren Gesängen fußt das setukesische Nationalepos Peko. An der Stelle ihres Geburtshauses erinnert heute ein Denkmal aus Granit an sie. Es stammt von dem estnischen Bildhauer Elmar Rebane (1913–1984).

## Persönlichkeiten
- Anne Vabarna (1877–1964), Runensängerin